# Kilmacanogue
Kilmacanogue (auch: Kilmacanoge irisch Cill Mocheanóg; dt.: „Mocheanógs Kirche“) ist ein Dorf im County Wicklow im Osten der Republik Irland. Die Einwohnerzahl Kilmacanogues wurde bei der Volkszählung 2022 mit 1240 Personen ermittelt, womit sich die Einwohnerzahl seit 1991 (damals 763 Einwohner) erheblich gesteigert hat.

## Lage
Die Ortschaft ist eingebettet in die nördlichen Ausläufer der Wicklow Mountains mit dem Little Sugar Loaf im Osten und dem Great Sugar Loaf im Westen.
Am östlichen Ortsrand von Kilmacanogue verläuft die N11. Kilmacanogue liegt etwa 28 Kilometer nordnordwestlich von Wicklow und vier Kilometer südwestlich vom Stadtzentrum von Bray. Die R755 führt von hier über Roundwood nach Rathdrum.

## Geschichte
Der Ortsname geht zurück auf den Heiligen Mocheanog, einem Gefährten von Saint Patrick.
Glencormac House wurde 1860 für die Familie Jameson (bekannt für die Whiskeys) errichtet, brannte jedoch 19
Im Zweiten Weltkrieg warf die deutsche Luftwaffe zwei Bomben über Kilmacanogue ab, die allerdings nicht explodierten.

## Sehenswürdigkeiten

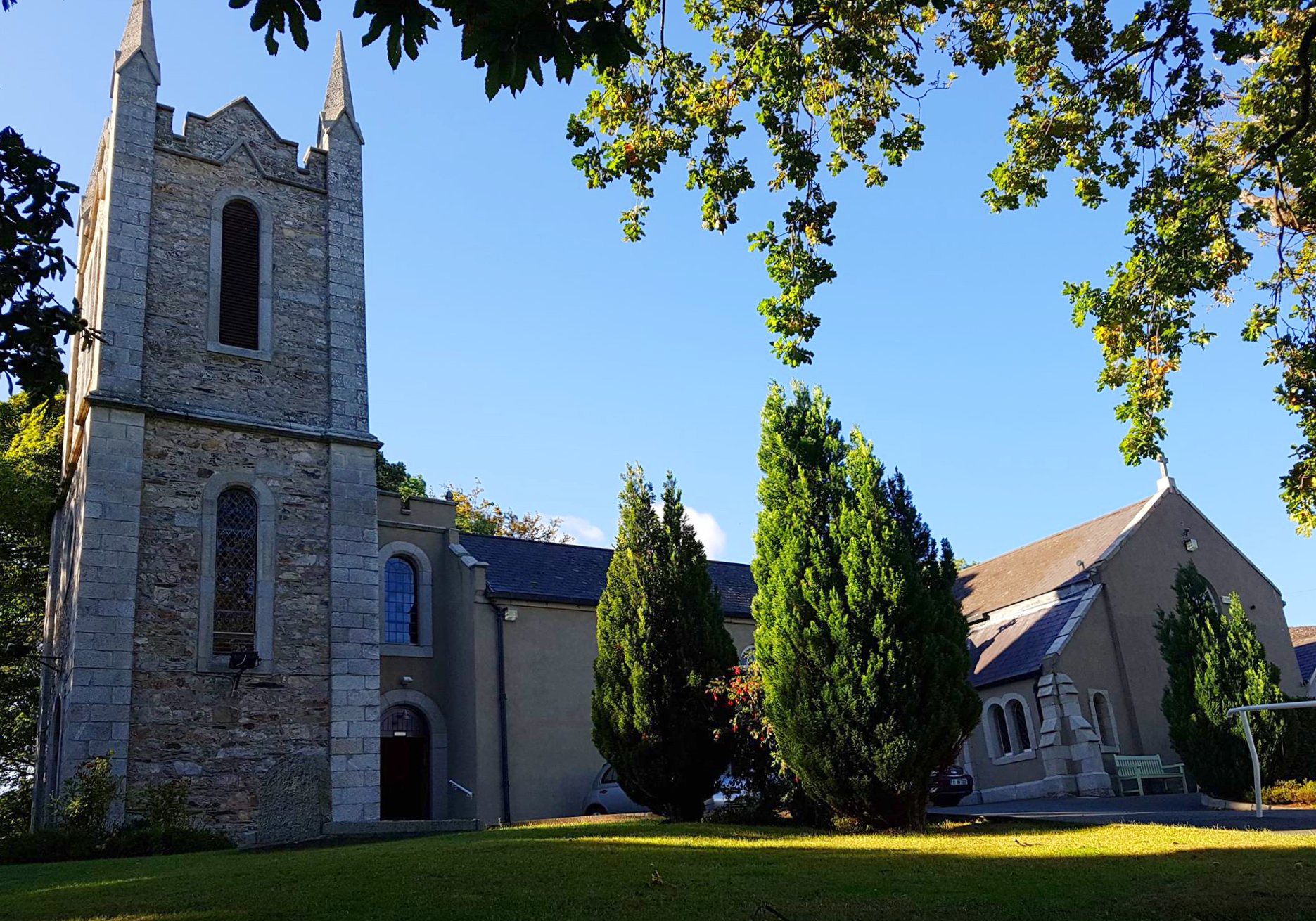
St. Mocheanog’s Church

- St. Mocheanog’s Church

## Persönlichkeiten
- Seamus Elliott (1934–1971), Radrennfahrer, hier begraben
- Mariella Frostrup (* 1962), norwegische Journalistin
- Christopher Juul-Jensen (* 1989), dänischer Radrennfahrer